# Carl Bernstein
Carl Bernstein là nhà văn, nhà báo Mỹ. Ông sinh ngày 14 tháng 2 năm 1944. Ông sinh ra tại Washington, D.C., Hoa Kỳ và đã học Đại học Maryland (nhưng không tốt nghiệp). Ông đã làm ký giả cho báo The Washington Post và đã thực hiện nhiều điều tra, nhưng không phải tất cả các tin tức gốc về vụ Watergate cùng với Bob Woodward. Vụ bê bối này đã dẫn đến việc nhiều điều tra của chính quyền và dẫn đến sự từ chức của tổng thống Richard Nixon. Do đóng góp của ông trong vụ điều tra này, ông đã nhận được nhiều giải thưởng, ông đã giúp The Washington Post giành được giải Pulitzer Prize for Public Service năm 1973.
Trong một bài báo đăng trên Rolling Stone năm 1977, Bernstein đã cho thấy hơn 400 phóng viên Mỹ làm việc cho CIA, bí mật thực hiện nhiệm vụ và cho xuất bản các bài báo cho tổ chức này.